# Youthquake (moda)

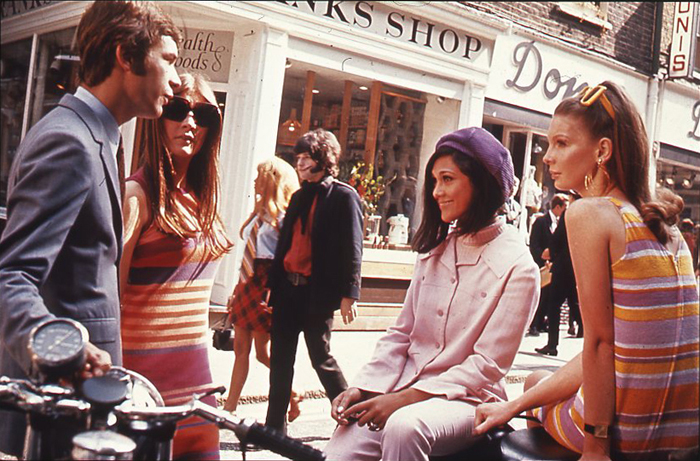
Giovani a Carnaby Street (Londra) che indossano abiti youthquake (1966)

Youthquake è stato un movimento culturale nato nel Regno Unito e attivo nel campo della moda durante gli anni sessanta. Lo stile youthquake era rivolto ai giovani, si distingueva per gli abiti sbarazzini e colorati a trapezio e che lasciano scoperte le gambe, come le minigonne.

## Etimologia e storia

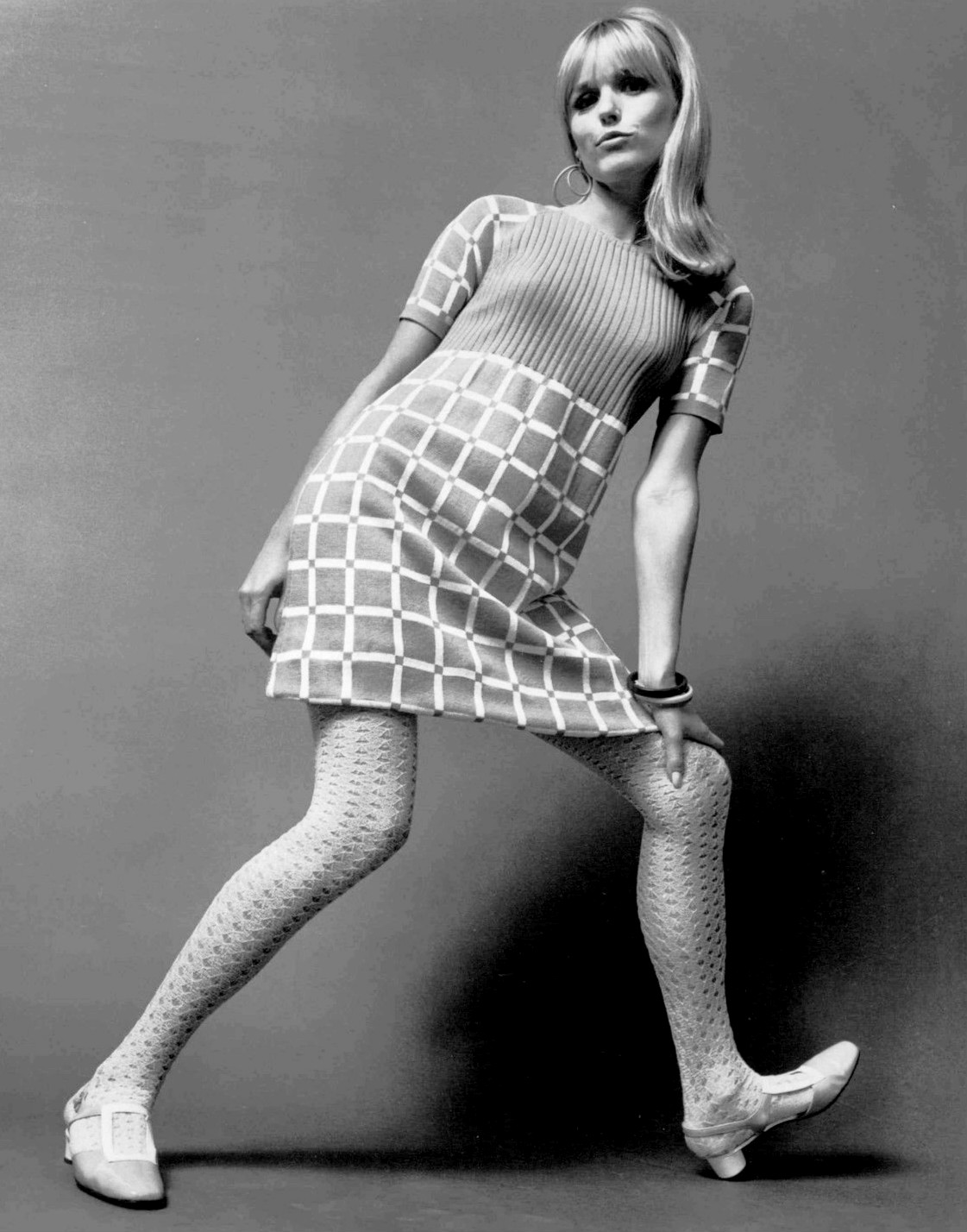
Modella in abiti youthquake

Il termine youthquake è una parola macedonia composta dai termini youth ("giovane") e quake ("terremoto") coniata nel 1965 da Diana Vreeland, caporedattrice della rivista Vogue, secondo la quale la cultura giovanile stava allora esercitando un impatto sociale di grande portata e una ventata di freschezza. Oltre a Vreeland, le altre principali figure del movimento erano Mary Quant, inventrice della minigonna e stilista ispirata allo street style dei giovani, e Betsey Johnson. La parola comparve per la prima volta su carta stampata in un articolo del mensile McCall's del 1966.
Lo youthquake esercitò una considerevole influenza nella cultura di massa dell'epoca: diversi marchi statunitensi collaborarono con i designer britannici per diffondere lo stile anche Oltreoceano e diverse boutique e grandi magazzini britannici e americani vendevano prodotti dedicati al youthquake. Diverse famose modelle di questi anni posavano con abiti youthquake, tra queste vi erano Jean Shrimpton, Twiggy, Penelope Tree, Veruschka e Edie Sedgwick.